# Seppa
Seppa là một thị trấn thống kê (census town) của quận East Kameng thuộc bang Arunachal Pradesh, Ấn Độ.

## Nhân khẩu
Theo điều tra dân số năm 2001 của Ấn Độ, Seppa có dân số 14.965 người. Phái nam chiếm 53% tổng số dân và phái nữ chiếm 47%. Seppa có tỷ lệ 53% biết đọc biết viết, thấp hơn tỷ lệ trung bình toàn quốc là 59,5%: tỷ lệ cho phái nam là 64%, và tỷ lệ cho phái nữ là 41%. Tại Seppa, 21% dân số nhỏ hơn 6 tuổi.